# 共和乡 (盐边县)
共和乡，是中华人民共和国四川省攀枝花市盐边县下辖的一个乡镇级行政单位。

## 行政区划
共和乡下辖以下地区：
雅砻江社区村、荒田社区村、白草坪社区村、纳底河社区村、烂柴湾村、海子村、正坝村、大湾子社区村、尖石村、扎古村、田坝村、太坪村、和平社区村、旭日村、兴旺村、红旗村和银湾村。